# Lord Jim
Lord Jim – powieść Josepha Conrada, wydana w 1900 roku. Uważana jest za jedno z najwybitniejszych dzieł autora, w którym w szczególny sposób prezentuje swoją wizję honoru jako najwyższej wartości.
Pierwszy polski przekład wydany został w roku 1904 w przekładzie Emilii Węsławskiej. Kolejne polskie wersje opracowali tłumacze: Aniela Zagórska, Stanisław Wyrzykowski, Michał Filipczuk, Michał Kłobukowski (Kraków: Znak, 2001). W języku włoskim powieść doczekała się jedenastu tłumaczeń.

## Historia wydania
Conrad zaczął pisać powieść ok. 1898, nadając jej tytuł Tuan Jim: szkic (tuan – malajski odpowiednik „Wielmożnego Pana”). Później zajął się pracą nad Jądrem ciemności. Powieść zaczęła się ukazywać pod tytułem Lord Jim: Szkic w październiku w czasopiśmie „Blackwood’s Magazine”. Potem znów nastąpiła przerwa na współpracę z Fordem Madoksem Fordem przy tworzeniu Spadkobierców. Ostatecznie skończył dzieło 14 lipca 1900. 

## Fabuła
Bohaterem powieści jest tytułowy Jim. W pierwszych czterech rozdziałach narrator auktorialny rysuje ogólny obraz Jima i w aurze tajemniczości przedstawia wydarzenie, w którym Jim brał udział. Jim jest młodym oficerem, wychowanym w dobrej, angielskiej rodzinie. Jego ojciec jest pastorem.
Pierwszym wątkiem powieści jest przygoda Jima z młodości, kiedy w porcie, w którym pracował ma miejsce wypadek. Po raz pierwszy ogarnia wtedy Jima strach, uniemożliwiający mu działanie. Czuje, że brak akcji z jego strony jest ujmą. Nie chce jednak do siebie dopuścić myśli, że utracił swój honor. Czeka na moment, w którym będzie mógł się wykazać bohaterstwem.
Moment taki przychodzi, gdy Jim zostaje pierwszym oficerem na Patnie, wiozącym 800 pielgrzymów. W czasie spokojnego rejsu okręt nagle uderza w niezidentyfikowany obiekt. Jim, wysłany w celu sprawdzenia ewentualnych uszkodzeń, stwierdza, że okręt niechybnie rychło zatonie. Okręt ma bowiem tylko jedną gródź, która z powodu starości i korozji nie ma prawa wytrzymać naporu wody. W obliczu tych faktów kapitan okrętu i mechanicy nie mają wątpliwości jak postępować. Decydują się po cichu, nie budząc pasażerów, opuścić statek. Nie ma bowiem wystarczającej liczby szalup, by wszyscy zostali ocaleni. Jim się waha. Wie, że właśnie przyszedł moment, na który tak bardzo czekał. Zdaje sobie sprawę, że może popisać się heroizmem i przyczynić się do uratowania pielgrzymów. Paraliżuje go jednak strach. Pozostanie na okręcie oznaczałoby bowiem pewną śmierć. Gdy do okrętu zbliża się szkwał, Jim w akcie tchórzostwa skacze na szalupę, którą opuściła reszta załogi. Po kilku chwilach Patna znika im z oczu.
W piątym rozdziale rozpoczyna się gawędziarska opowieść Marlowa, który opowiada historię Jima zebranym słuchaczom. Dowiadujemy się, że gdy rozbitkowie docierają na szalupie do brzegu okazuje się, iż Patna wcale nie zatonęła. Gródź wytrzymała, a okręt przyholowano do brzegu. Rozpoczyna się więc proces przeciwko załodze. Kapitan ucieka, mechanicy udają chorobę, jedynie Jim, który zawsze uważał się za człowieka honoru, mimo świadomości, że tą ucieczką go stracił, stawia się na procesie. W trakcie jego trwania poznaje Marlowa, człowieka morza. Zaprzyjaźnia się z nim. Marlow głęboko pragnie poznać motywy, które kierowały Jimem, gdy ten wyskoczył z okrętu. Gdy Jim zostaje pozbawiony patentu, Marlow załatwia mu pracę agenta portowego.
Jednak infamia ciągnie się za Jimem. Wstydzi się swojego czynu i zawsze, gdy słyszy opowieść o Patnie, ogarnia go złość i podąża w inne miejsce. Marlow, zatroskany o Jima, postanawia go wysłać w głąb lądu, do Patusanu. Jest to  kraj na wyspie, poza cywilizacją, zamieszkany przez miejscowych. Jim udaje się tam i zaczyna nowe życie. Symboliczne jest przyjęcie nowego imienia - nazywa się Tuan Jim, czyli Lord Jim. Patusan jest ogarnięty wewnętrznymi sporami. Jim, chcąc odzyskać swój utracony honor, postanawia zaprowadzić tam pokój. Udaje mu się to. Nie zapominając o swoim haniebnym czynie, stara się odkupić  winy.
Niestety, los Jimowi nie sprzyjał. Gdy na dobre osadził się w Patusanie, wiążąc z nim przyszłość, poznawszy kobietę, którą pokochał, do Patusanu przybyła grupa piratów, pragnących ograbić miasto. Dowodzi nimi Brown - człowiek będący przeciwieństwem Jima - bez honoru, ale i bez świadomości, że honor winno się mieć. Atakując Patusan, banda zostaje jednak uwięziona w zatoczce. Jim nie chce rozlewu krwi, więc zmusza Radę Patusanu, by puścić Browna i jego ludzi wolno. Tak też się staje. Niestety, w wyniku zdrady jednego człowieka, któremu nie podobały się rządy Jima, Brown ze swoimi ludźmi atakuje oddział syna przywódcy Patusanu, czatujący u ujścia rzeki. Syn przywódcy ginie.
Gdy Jim dowiaduje się o tej tragedii, wie co robić. Zdaje sobie sprawę, że tym razem musi spojrzeć śmierci prosto w oczy, czego nie był w stanie zrobić na Patnie. Idzie do przywódcy Patusanu, świadom odpowiedzialności za zaistniałą sytuację i ponosi z jego rąk śmierć.

## Recepcja
Już pierwsze recenzje powieści były entuzjastyczne. Określano ją mianem dzieła najznakomitszego, wybitnie oryginalnego, stawiającego autora w „pierwszym szeregu żyjących powieściopisarzy”. Część krytyków narzekała jednak na zawiłą i mętną narrację, bezkształtność i niełatwą lekturę. Conrad wyjątkowo cenił sobie wyrazy uznania, jakie otrzymał ze strony Henry’ego Jamesa. Zdzisław Najder określa utwór mianem „pierwszej w pełni dojrzałej powieści” Conrada.
Krytycy określili powieść mianem dzieła modernistycznego, ze względu na „tendencję do przełamywania ówczesnych konwencji narracyjnych”. W setną rocznicę wydania powieści, w 2000 r. czołowi znawcy twórczości Conrada wydali specjalną publikację poświęconą powieści: Lord Jim: Centennial Essays.
W 1998 wydawnictwo Modern Library umieściło powieść na 85. miejscu na liście 100 najlepszych powieści anglojęzycznych XX wieku. W 2009 Newsweek wymienił ją jako jedną ze 100 najlepszych książek literatury światowej. Znalazła się także na liście 100 książek XX wieku według Le Monde.

## Ekranizacje
- Lord Jim (film 1925) – reż. Victor Fleming, w roli tytułowej Percy Marmont, film niemy, pierwsza filmowa adaptacja[14],
- Lord Jim (film 1965) – reż. Richard Brooks, rola tytułowa Peter O’Toole[15],
- Lord Jim (2002) – polski film telewizyjny, reż. Laco Adamík, w rolach gł. Michał Żebrowski i Piotr Fronczewski[16].